# 윤성에프앤씨
윤성에프앤씨(Yunsung F&C)는 대한민국의 2차 전지 믹싱 기업이다. 본사는 경기도 화성시 향남읍 발안공단로 225에 위치해 있으며 대표이사는 박치영이다. 외국인지분율은 9.72%이다

## 역사
1986년 윤성기계제작소로 설립되어 2022년 11월 미래에셋증권을 주관사로 4만 9000원에 코스닥 시장에 상장했다.

## 수상
2023년 12월 5일 한국무역협회가 주관하는 제60회 2023년 무역의 날 기념 행사에서 '1억불 수출의 탑'을 수상했다.
1. ↑  윤성에프앤씨, 내달 14일 코스닥 상장… 국내 최대 2차 전지 믹싱 시스템 갖춰, 업계 뉴스, 2022.10.27
2. ↑  이수환, 내달 상장 윤성에프앤씨, 배터리 장비 매출 5000억원 목표, 더일렉, 2022.10.27
3. ↑  이수림, 탐방노트 유안타증권 2022.12.16
4. ↑  이수림, 탐방노트, 유안타증권 분석보고서 윤성에프엔씨 2022.12.16